# NGC 4722
NGC 4722 је лентикуларна галаксија у сазвежђу Гавран која се налази на NGC листи објеката дубоког неба.
Деклинација објекта је - 13° 19' 48" а ректасцензија 12h 51m 32,3s. Привидна величина (магнитуда) објекта NGC 4722 износи 12,8 а фотографска магнитуда 13,7. NGC 4722 је још познат и под ознакама IC 3833, MCG -2-33-31, IRAS 12488-1303, PGC 43560.